# Cultura Uluzziana

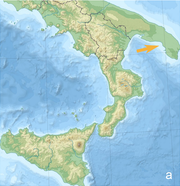
Baía de Uluzzo em relação ao Golfo de Taranto.

A cultura uluzziana é uma cultura arqueológica de transição entre o paleolítico médio e o paleolítico superior, encontrada na Itália e na Grécia. 
Foi datado por Katerina Douka, com duração de 45.000 a 39.500 anos; às vezes é indicado o intervalo de 45.000 a 37.000, coincidindo com a Erupção ignimbrítica da Campânia
Extensão geográfica: Na Itália: Apúlia (Caverna do Cavalo e a caverna Uluzzo), Basilicata, Campânia, Calábria, Toscana e Fumane (o ponto mais ao norte). Fora da Itália, apenas em Argolis, Grécia (a caverna de Klissoura).

## Descoberta

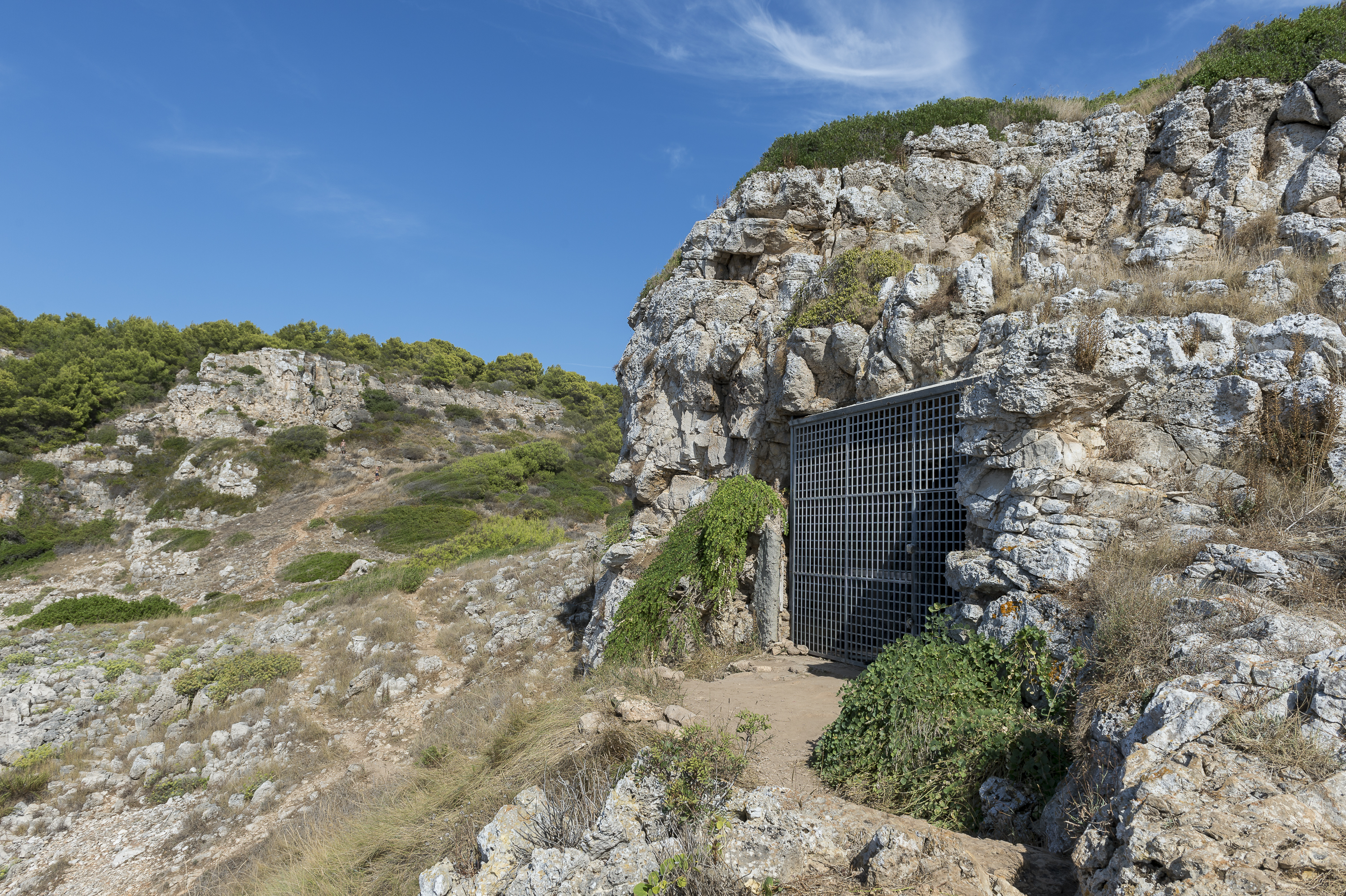
Entrada para a Grotta del Cavallo (foto: Thilo Parg, 2019).

Escavações de 1963 feitas por Arturo Palma di Cesnola na Caverna do Cavalo no sul da Itália descobriram os primeiros restos mais tarde chamados "uluzzianos". A caverna fica na península de Salento, na Apúlia, com vista para o Golfo de Taranto. Os únicos restos humanos eram dois dentes decíduos (Cavallo B e Cavallo C) do depósito uluzziano da Caverna do Cavalo identificado como humano por (Benazzi et al., 2011). Esses dentes, datados de 43.000 a 45.000 anos, são os restos mais antigos atualmente conhecidos dos humanos modernos na Europa. 

## Transição do meio ao paleolítico superior

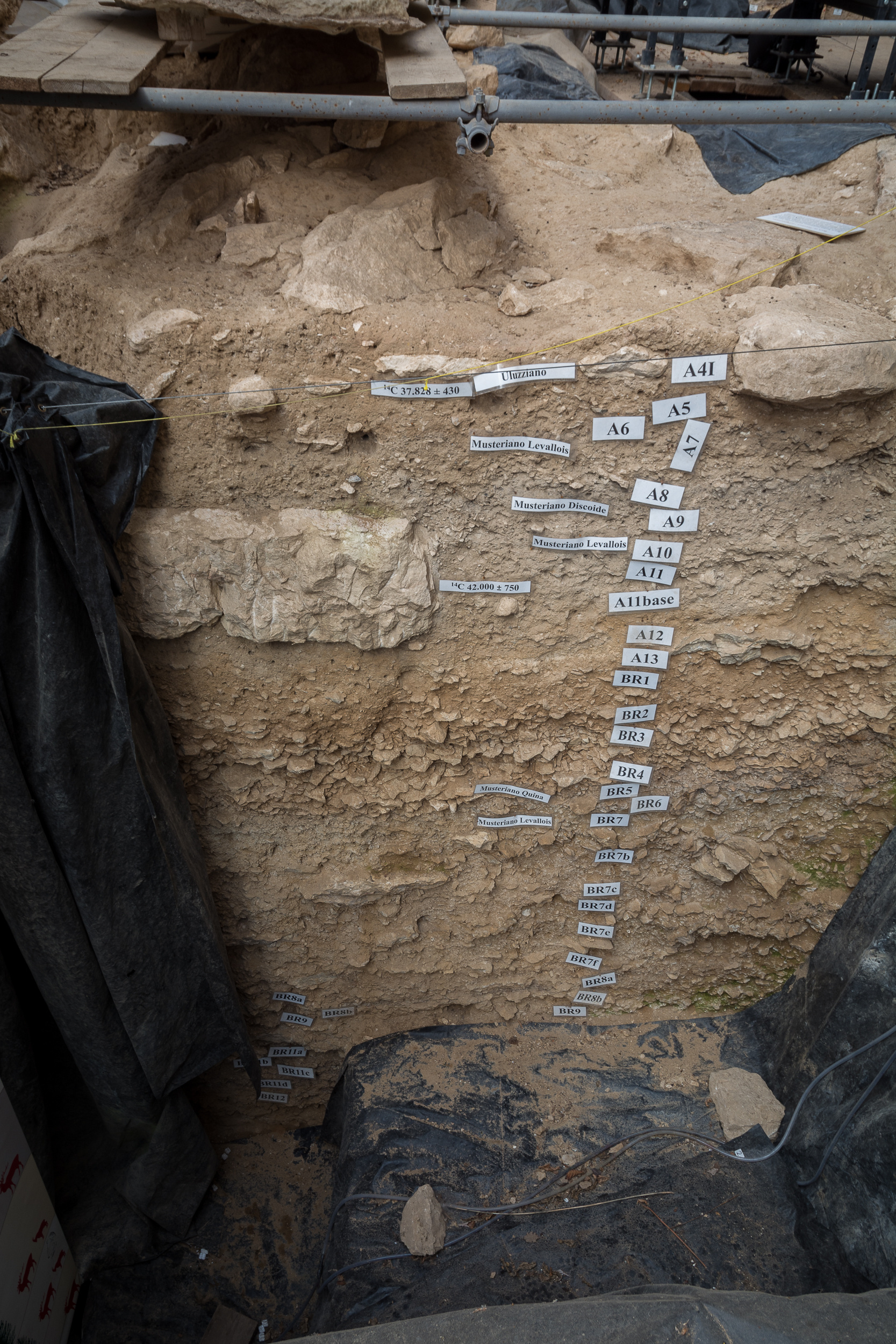
Estratigrafia de depósitos no chão da Caverna Fumane (foto: Thilo Parg, 2014).

O Uluzziano é um de vários tecno-complexos considerados como "conjuntos" de transição: Uluzziano, chatelperroniana Szeletian, e Lincombian-Ranisian-Jerzmanowician.

## Cultura
Os uluzzianos fizeram e usaram contas de conchas de moluscos marinhos, como bodes-de-garganta, caracóis (Columbella rustica, Cyclope neritea) e outras espécies.